# Siljeåsen
Siljeåsen este o arie protejată (arie specială de conservare — SAC, sit de importanță comunitară — SCI) din Suedia întinsă pe o suprafață de 322,6 ha, integral pe uscat.

## Localizare
Centrul sitului Siljeåsen este situat la coordonatele 64°14′10″N 15°38′32″E / 64.236°N 15.6423°E.

## Înființare
Situl Siljeåsen a fost declarat sit de importanță comunitară în aprilie 2004 pentru a proteja 3 specii de plante. Situl a fost protejat și ca arie specială de conservare în martie 2011.

## Biodiversitate
Situată în ecoregiunea boreală, aria protejată conține 5 habitate naturale: Mlaștini alcaline, Mlaștini împădurite, Izvoare fino-scandinave și mlaștini produse de izvoare bogate în minerale, Taiga vestică, Păduri fino-scandinave bogate în ierburi cu Picea abies.
La baza desemnării sitului se află mai multe specii protejate de  plante (3): Calamagrostis chalybaea, Calypso bulbosa, papucul doamnei (Cypripedium calceolus).